# قادة الجيش الألماني النازي
- آرثر فينجر

## أ
- أدالبيرت شنايدر
- أدولف بومغارتن
- أدولف يوربان
- ألبرت باك
- ألبرت برونر
- ألبرت ليدمان
- ألفرد فرانك
- ألفريد إنجمار بيرندت
- ألفريد دروشل
- ألفونس كونينغ
- أنطون هافنر
- أوتو دريشر
- أوتو كيتل
- أوغست لاندميسر
- أوقست جيجير (طيار بطل)
- أوقست لامبرت

## إ
- إدموند فاغنر
- إدوارد تسورن
- إدوارد ديتل
- إرفين كونيج
- إرفين ويغنر
- إرنست أندريس
- إرنست بيستولا
- إرنست شيلر
- إرنست غونتر بادي
- إرنست فينتر
- إرنست ليندمان
- إرنست هرمان هيملر
- إريك باي
- إريك شميت (طيار)
- إميل لانغ

## ا
- ارتور فلبس
- الكسندر فون هارتمان

## ب
- بول شويفر

## ت
- توماس إميل فون ويكيد
- توني ميركينس

## ث
- ثيودور إيكي

## ج
- جاك دوريو
- جاكوب إيكيرت
- جورج فايفر
- جورج فون بوزيلاجر
- جورج هاوس
- جوزيف جاكوبز
- جوزيف مينر
- جوسيف شولتز
- جونتر لوتينز
- جوهانس كونزي
- جيرهارد فريدريك
- جيرهارد هوفمان (طيار بطل)

## خ
- خواكيم تسيغلر
- خواكيم كيرشنر

## ر
- راينهارد هايدريش
- روبرت هوبر (مجدف)
- رودلف فرانك
- رودلف ليبرت
- رودولف بيشيل
- رودولف ريش
- ريتشارد مالك
- ريتشارد مولر (عسكري)

## غ
- غورغ شتومه
- غوستاف هونت
- غوستاف ويغنر
- غونتر براين
- غونتر فينك
- غونثر فون روست

## ف
- فالتر فون رايخيناو
- فرانز باير (عسكري)
- فرانز غال
- فرانز فالتر شتاليكر
- فريتز فون شولتس
- فريتز كلينغينبيرغ
- فريتز ويت
- فريدريش ميث
- فريدريش هسندريكس
- فريدريك كوهن
- فولفغانغ فيشر (ضابط)
- فيدور فون بوك
- فيرنر ريختر
- فيرنر سباناغيل
- فيرنر فون فريتش
- فيرنر مولديرز
- فيرنر هينكه
- فيلهلم فالي
- فيلي ليندنر

## ك
- كارل إردمان
- كارل جيرلاند
- كارل روبيل
- كارل ريتر فون ويبر
- كارل كوش (دراج)
- كارل هاينز بريمر
- كارل هاينز ويبر
- كارل هينكه
- كريستوف أمير هيس
- كورت إيغرز
- كورت فريك

## ل
- لوتز لونغ
- لوثار شيبر
- لودويغ بيكر
- لودويغ كيرشنر
- ليو ليكسنر

## م
- مارتن كارل
- ماكس هيلموث أوستيرمان
- مايكل موراخ
- ميشائل فيتمان

## ن
- نيكولاس هيلمان

## ه
- هارالد فرايهر فون إلفيرفيلدت
- هارالد فون هيرشفلد
- هانز أوستر
- هانز فريدمان جوتز
- هانز هيرمان يونغه
- هانز يواكيم مرسيليا
- هانس إلير
- هانس إيلرز
- هانس برنهارد
- هانس تسورن
- هانس خواكيم هاير
- هانس غوتس
- هانس فريز
- هانس فيليب
- هانس لانغسدورف
- هانس هاهنه (ضابط)
- هانس والدمان
- هاينر هوفمان
- هاينريش إيرلر
- هاينز براندت (جندي)
- هاينز شميت
- هاينز هتلر
- هربرت آدمسكي
- هربرت ديل
- هربرت شنايدر
- هربرت لانج
- هرمان براون
- هرمان بلومنتال
- هرمان هانسن
- هوبرتوس أمير ساكس كوبورج وغوتا (1909-1943)
- هورست غونتر
- هيربرت بيرتولسون
- هيرمان ريتر فون سبيك
- هيرمان ريكاناجيل
- هيرمان كريس
- هيرمان هيبل
- هيلمار فيكرل
- هيلموت بونيت
- هيلموت بيرجمان
- هيلموت ستيف
- هيلموت لنت
- هيلموت هامان
- هينر هنكل
- هينريتش بندر
- هينريتش تسيغلر
- هينريتش شتورم
- هينريتش هوفمان

## و
- والتر أدولف
- والتر جوست
- والتر شيلر (ضابط)
- والتر فيسل
- ويلهلم براندت
- ويلهلم لورينز (عسكري)

## ي
- يان جورني
- يوجين ديوتش
- يوجين ريتر فون شوبرت
- يوجين هاداموفسكي
- يوخن بالكي
- يوهان شميد
- يوهان مور
- يوهانس بلوك